# آکیرا کاتایاما
آکیرا کاتایاما (ژاپنی: 片山 朗؛ زادهٔ ۲۴ ژوئیهٔ ۱۹۸۵) یک بازیکن فوتبال اهل ژاپن است.
از باشگاه‌هایی که در آن بازی کرده‌است می‌توان به باشگاه فوتبال رواسو کوماموتو اشاره کرد.